# Chrysosplenium fauriae
Chrysosplenium fauriae är en stenbräckeväxtart som beskrevs av Adrien René Franchet. Chrysosplenium fauriae ingår i släktet gullpudror, och familjen stenbräckeväxter. Inga underarter finns listade i Catalogue of Life.